# Lasiopodomys mandarinus
Lasiopodomys mandarinus är en däggdjursart som först beskrevs av Milne-Edwards 1871.  Lasiopodomys mandarinus ingår i släktet Lasiopodomys och familjen råttdjur. IUCN kategoriserar arten globalt som livskraftig. Inga underarter finns listade i Catalogue of Life.

## Utseende
Arten når en kroppslängd (huvud och bål) av 90 till 114 mm, en svanslängd av 20 till 27 mm och en vikt av 18 till 50 g. Bakfötterna är 15 till 21 mm långa och öronen är 7 till 12 mm stora. Honor är allmänt lite större än hannar. På ovansidan kan pälsfärgen variera mellan ljus gulbrun och mörk gråbrun. Undersidans päls är ljusbrun, ljusgrå eller vitaktig. Svansen har en brun ovansida och en ljusbrun till vit undersida. Skillnader till andra släktmedlemmar finns främst i avvikande detaljer av tändernas konstruktion. Lasiopodomys mandarinus har en diploid kromosomuppsättning med 47 till 48 kromosomer (i Mongoliet) eller med 48 till 50 kromosomer (i Kina).

## Utbredning
Denna gnagare förekommer med flera från varandra skilda populationer i östra Asien. Den största populationen lever i östra Kina och på Koreahalvön. Mindre populationer finns i Mongoliet och östra Ryssland. Habitatet utgörs av stäpper och andra gräsmarker med några buskar i låglandet och i bergstrakter upp till 3000 meter över havet.

## Ekologi
Individerna vistas gärna vid strandlinjer av insjöar och vattendrag. De äter rötter och några gröna växtdelar som örter. En vanlig flock består av en hane, en till två honor och deras ungar. Ibland kan flocken ha upp till 22 medlemmar. De gräver ett tunnelsystem. Fortplantningen sker mellan mars och augusti och per kull föds 2 till 4 ungar.
Boets tunnlar kan tillsammans vara 95 meter långa och det vanliga antalet ingångar ligger mellan 50 och 70. När individen lämnar boet är avståndet till nästa ingången sällan längre än 50 till 100 cm. Beståndets storlek varierar periodvis men tillväxten är inte lika tydlig som hos andra sorkar i samma region. Vid goda livsförhållandet kan det finnas 5 till 7 bon per hektar.
Honan är 22 till 24 dagar dräktig och sedan föds blinda ungar som öppnar sina ögon efter 13 till 16 dagar. Ungarna diar sin mor 18 till 20 dagar. Könsmognaden infaller för honor efter 38 till 45 dagar och för hannar efter 55 till 60 dagar.